# Correfoc

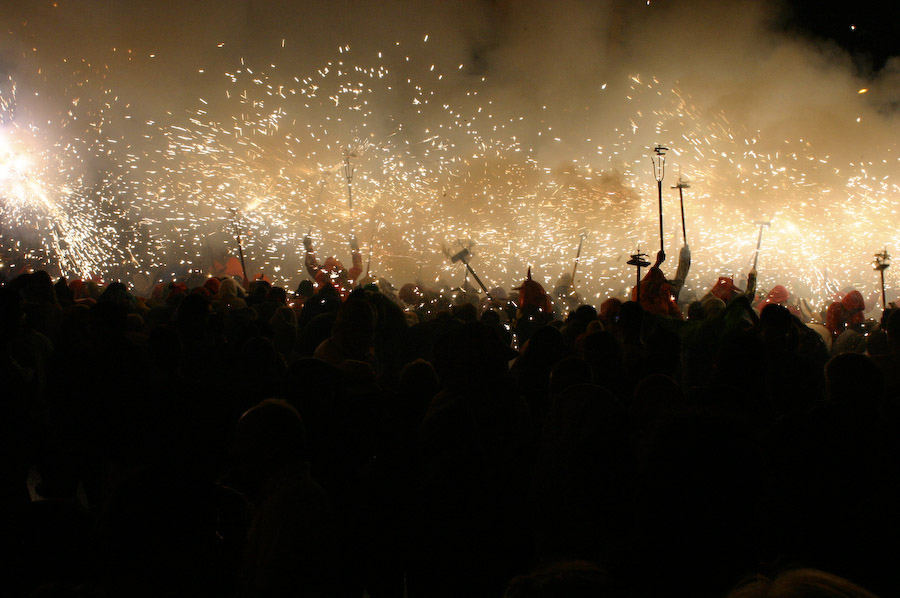
Diables lors d'un Correfoc.

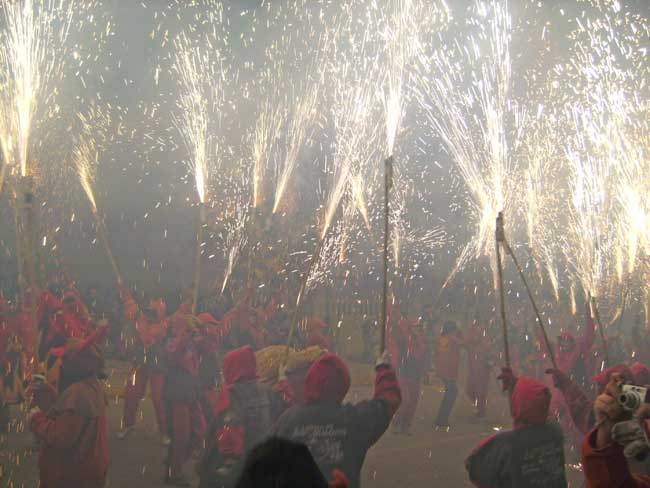
Correfoc aux VII Jornades Diableres del País Valencià, en 2007

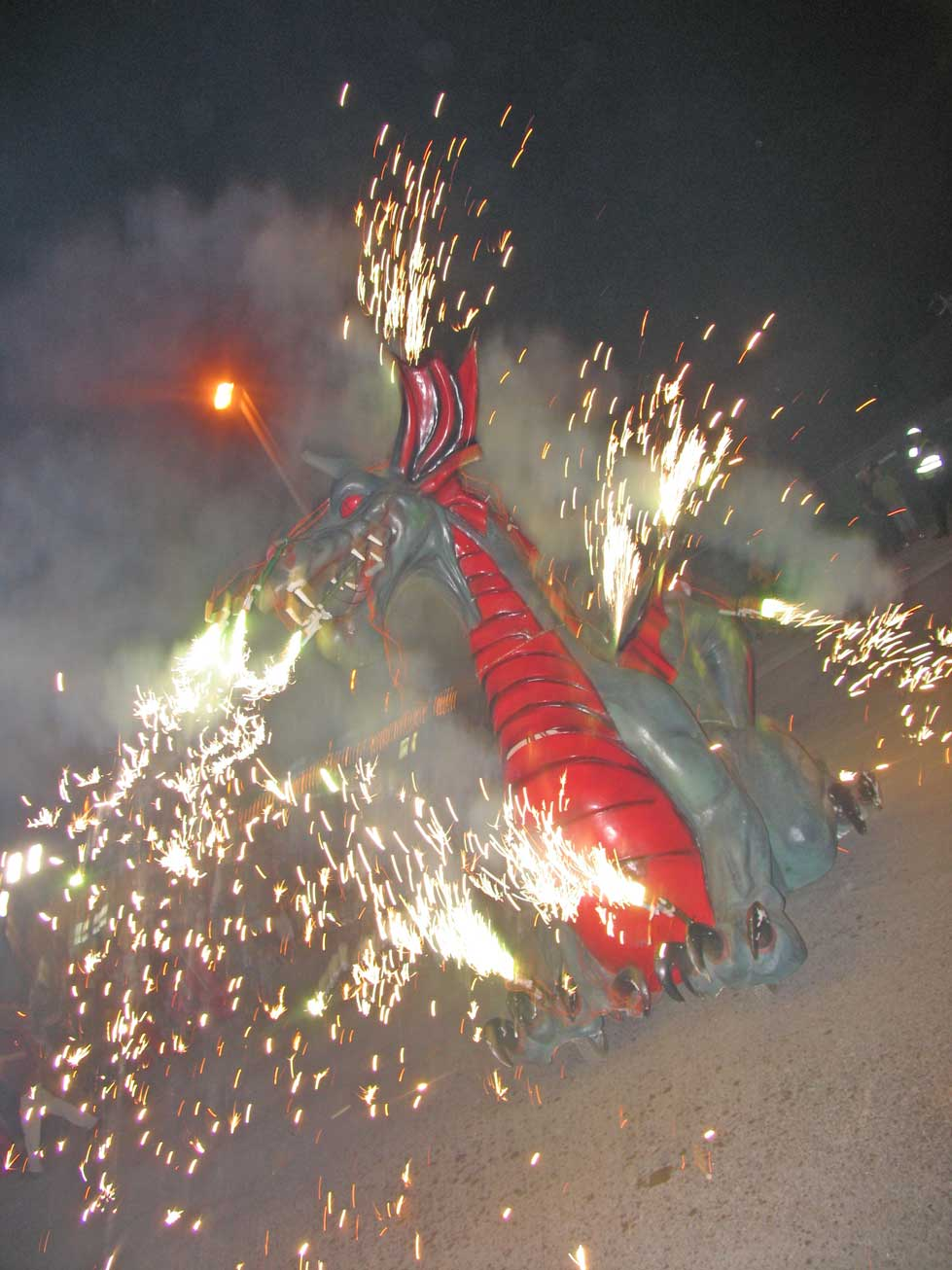
La Fera Ferotge (fauve féroce) au correfoc de Dimonis de l'Avern

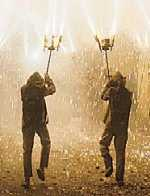
Diables dans un correfoc.

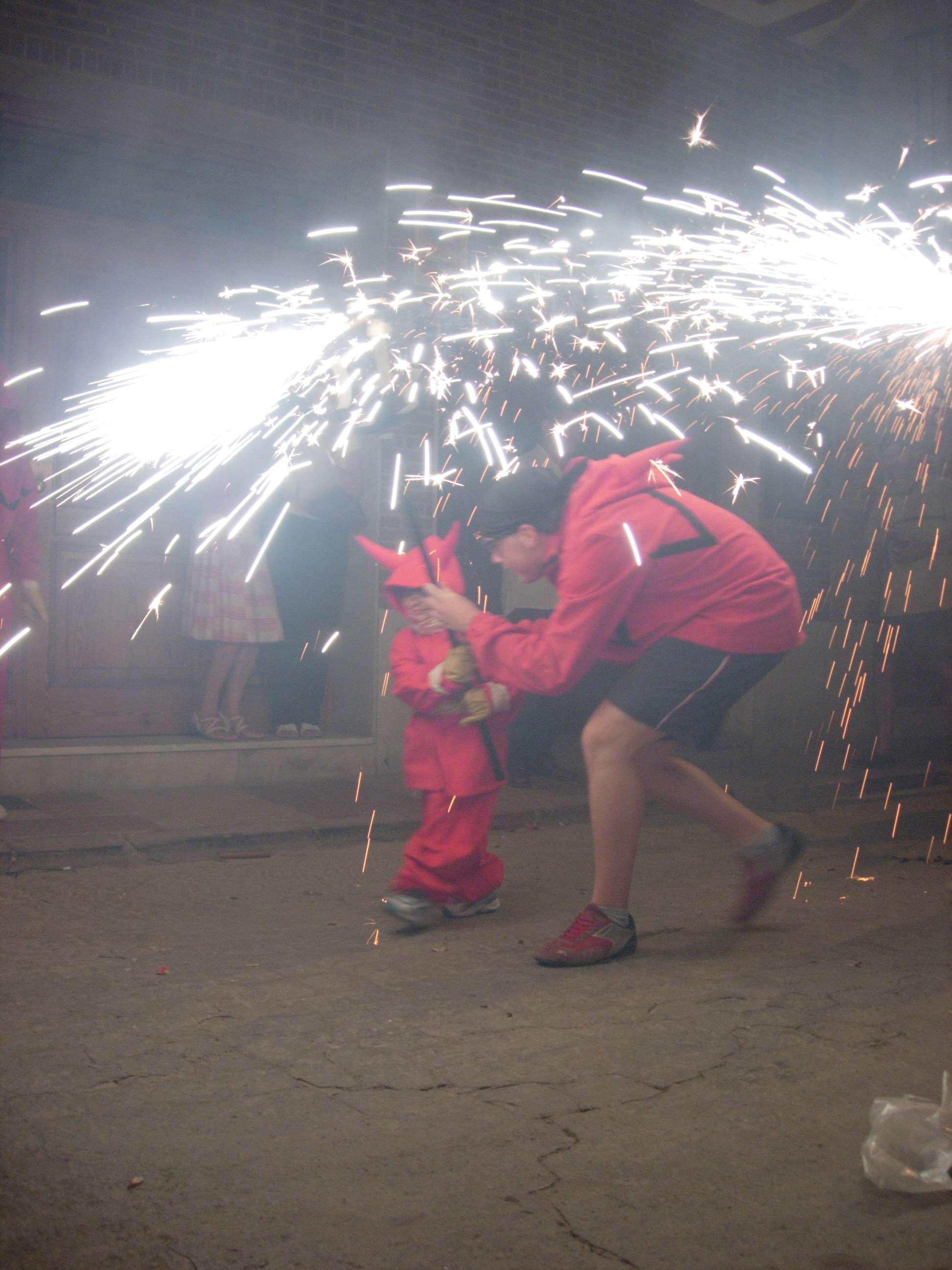
Petite diabletine en un correfoc pour enfants.

Les "correfocs" (littéralement « les feux qui courent ») sont des manifestations culturelles populaires des pays catalans. Ils comptent parmi les manifestations les plus frappantes des fêtes catalanes (notamment lors de la Festa Major), où les colles de diables, les groupes déguisés en diables, passent en courant avec leurs feux d'artifice sur une pique et en dansant autour des gens aux rythmes des groupes de percussions qui les accompagnent. On les trouve en Catalogne, dans la région de Valence, aux Baléares et en France dans le Roussillon.
À Barcelone, on voit des correfocs à la Saint-Jean, à la Diada, à la Festa Major ou fête patronale de la ville -La Mercè, le 24 septembre-, aux fêtes de certains quartiers comme Sants, Gràcia, Poblenou, Horta, etc. On les trouve parfois lors de fêtes comme des anniversaires ou des mariages, lors de fêtes d'associations, de foires, ou des fêtes populaires en tout genre. Il y a eu aussi, par exemple, un correfoc et un ball de diables à la cérémonie de clôture des Jeux olympiques en 1992. On peut y voir les correfocs des plus jeunes, les « petits diables » puis pendant plusieurs heures, le défilé infernal des « colles de diables » venus de tous les quartiers de la ville.
En France, dans le Roussillon on trouve la colla de Diables de l'Albera (Portbou), les Diables i Bruixes del Riberal (Baho) ainsi que els Nyerros de conflent (Prades).

## Origine
La tradition est probablement originaire du Moyen Âge, et est liée à une autre manifestation, le ball de diables , qui est documenté depuis le XIe siècle. Mais ce n'est qu’au XXe siècle qu'elle prend sa forme actuelle.
Le mot catalan coet (feu d'artifice) (autrefois cohet), et le nom espagnol cohete qui en dérive (même signification), proviennent eux-mêmes de cette tradition, puisque Cohet est le nom gascon du diable (Simin Palay, dictionnaire du béarnais et gascon modernes, Éditions du CNRS, Paris 1998). Il est probable que le mot est issu du parler des saltimbanques gascons dans la Catalogne du XVe siècle.
Le mot "correfoc" fait son apparition juste après l'interdiction franquiste de s'exprimer en catalan, à la fin des années soixante-dix, lors de diverses cercaviles de fêtes patronales ou d'autres célébrations populaires catalanes, comme manifestation improvisée des gens et des diables qui jouent en courant, sautant et dansant ensemble sous le feu.
Pendant les années 1980 et 90 les correfocs sont devenus de plus en plus populaires, et ils se sont répandus dans toute la géographie des Pays Catalans, en Espagne comme en France. Les correfocs sont aussi devenus plus fous, avec plus de feu, de musique et de préparation, et sont parfois de vrais spectacles à la hauteur de grandes représentations théâtrales. Aujourd'hui il faut bien différencier une cercavila, où le public est mélangé sans problèmes avec les diables, d'un correfoc, où il y a plus de feu et avec un rythme beaucoup plus rapide.

## Types decolles
Les différents courants théâtraux et la volonté de continuer et de garder la culture ont provoqué l'apparition de types différents de colles selon leur  proximité par rapport à un courant ou à un autre. Il y a principalement les :
- Colles de foc, de « feu » : Colles sans rang entre diables où la structure est plate et homogène. Ils font des correfocs et parfois des spectacles pyrotechniques;
- Colles de diables, de « diables » : Colles où il y a au moins la figure de Lucifer et de la Diablesse, quelquefois aussi celle du Arcàngel. En plus des correfocs, ils font des petits spectacles comme des intermèdes ou des balls (danses) de diables avec des verses, ce qu'on appelle les versots de diables;
- Colla d'espectacles : Elles font de grands spectacles et des représentations où le feu est un élément primordial.

## Types de Correfocs
Selon l'organisation logistique du feu, on peut distinguer deux types de correfocs. L'utilisation d'un type -ou méthode- ou l'autre n'est pas selon des traditions mais pratique selon le type de parcours, selon chaque colla de diables particulière et aussi selon l'effet désiré pour un correfoc précis.
- Correfoc avec chariot : Toute la pyrotechnie est dans un chariot et est distribuée au fur et à mesure et en fonction des besoins dans des sortes de gibecières nommées saques (singulier: saca). Le saquer est la personne qui distribue les saques aux dimonis pendant que le correfoc avance le long de son parcours.
- Correfoc avec saca (= poche) individuelle : La totalité du matériel pyrotechnique est préalablement placé en petits saques. Chacun des dimonis allume sa propre pyrotechnie.

## Vêtements

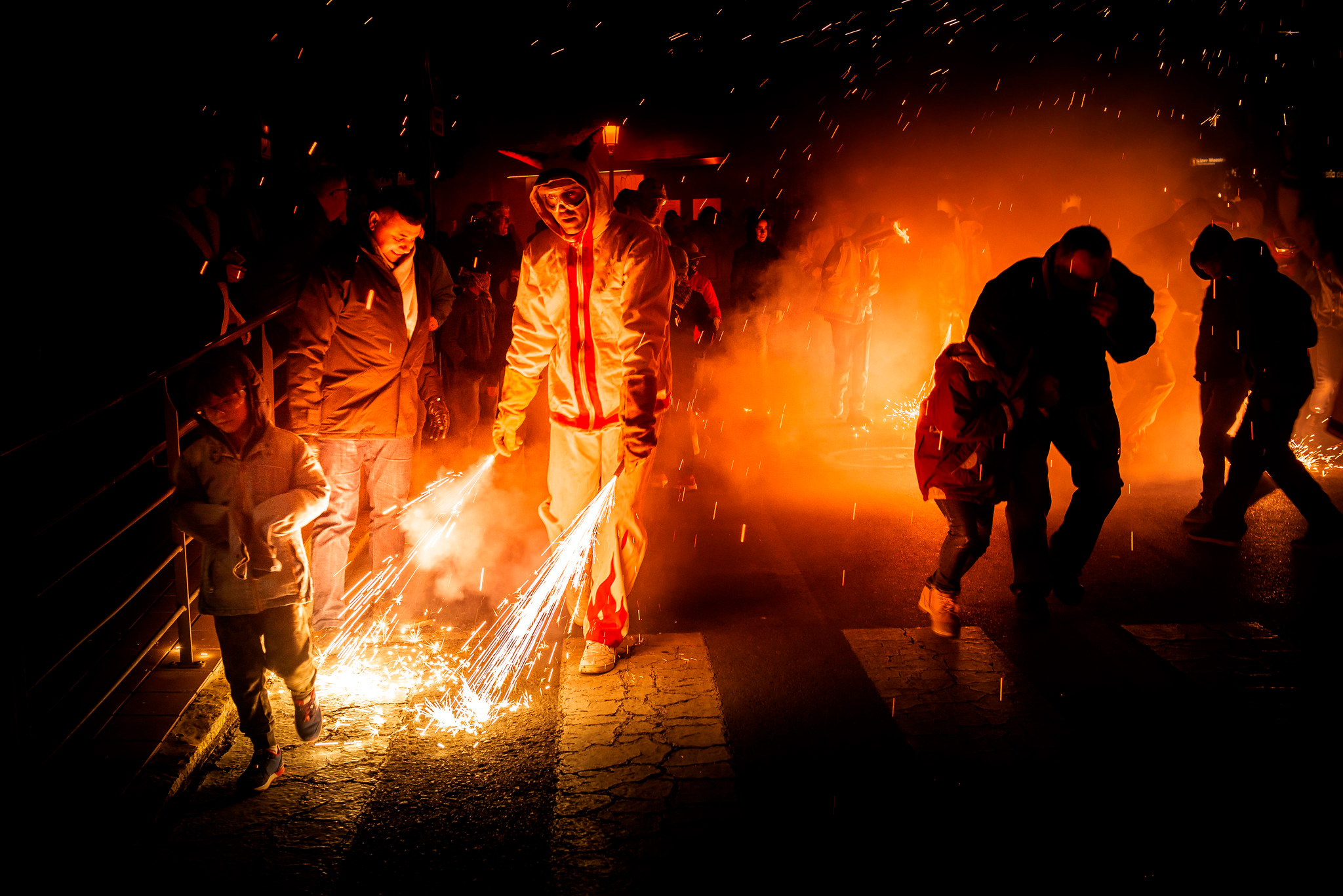
Correfoc à l'Eliana, Valencia, Espagne

Les membres des correfocs sont déguisés en diables. Les femmes sont en diable, diablesse ou sorcière, selon la colla. Chaque colla a ses règles particulières concernant les vêtements, parfois tous les membres sont habillés exactement pareil, d'autres ont une certaine diversité mais dans un même style relatif aux couleurs, matériels, etc., les couleurs les plus utilisées étant en général le rouge et le noir. Selon le budget et le caractère de la colla, les vêtements peuvent être assez rudimentaires ou, au contraire, très élaborés et riches. Dans les années 1970 et 80, ils étaient souvent formés par des sacs de pommes de terre peints par leurs propres membres lors d'une soirée antérieure, conviviale, et avec des cornes parfois en toile, en carton ou en papier mâché. Aujourd'hui ils sont en coton, cuir ou toile ignifuge. Pour des raisons de sécurité, il est nécessaire de se couvrir les cheveux et le visage, souvent avec un foulard. Les consignes de sécurité font généralement l'objet d'une publication ou d'un affichage préalable au déroulement du correfoc. Pour certaines colles apparues au XXIe siècle, leurs membres ne sont pas déguisés.